# A mérgezett nő
A mérgezett nő Babarczy Eszter novelláskötete, első szépirodalmi könyve. Megjelent a Jelenkor Kiadónál 2019-ben, bemutatóját október 11-én tartották a Margó Irodalmi Fesztiválon.

## A kötetről
A kötet 22 novellát tartalmaz. Jelentős részük évekkel a könyv megjelenése előtt keletkezett. Volt, amelyik 2007-ben, sőt az egyik 1992-ben jelent meg. Más részük az írások kötetté szerveződésének folyamatában született.
- Nagymama
- Nyaralás
- Emlékpogácsa
- A levél
- Az erőszak nyelve
- Az alagút
- Szülök
- Mell-blog
- Anyu
- Virágok
- Pushup
- Itáliai utazás
- Sennyei Ilma eltűnt
- Te szülj nekem testet
- A pokol
- A kisolló
- Voland
- Szép halál
- Vigyetek haza
- A mérgezett nő
- A tárgyak beszélnek
- A harag születése

### Tartalma
Szinte mindegyik novella központi alakja nő, egy nő. Ha nem is ugyanaz a személy, mégis, – akár első személyben, akár harmadik személyben folyik az elbeszélés – mintha ugyanannak a „mérgezett” nőnek a különféle alakváltozata lenne. Előbb gyermekként látjuk a nagymama rendreutasító tekintete előtt, majd kiskamaszként; később a nőiségét pszichikai terhekkel (el)viselő, az erőszaktól és a megalázó helyzetektől egyaránt szenvedő, menedéket az anyaságban találó felnőtt; majd az élet végére ért asszony, aki a jogát védi, bár csak az emberhez méltó halálhoz. A kötet azonban nem ezzel zárul. Ahogy az elején három novella szól a gyerek- és kamaszkorról, ugyanúgy három esszé-szerű monológgal, sajátos érzelmi-gondolati összefoglalással ér véget a könyv, felidézve a családi hátteret és a korábban olvasott részleteket.
A kötet írásai tehát női szerepekről, a nőiségről (Szülök, Mellblog, Anyu) és a legkülönbözőbb női sorsokról szólnak. Több novellában a szereplő valamilyen kényszeres vagy függőségi helyzetbe kerül. Egyszer a kényszeres vásárlás rabja (Pokol), máskor a test apró vagdosásában (A kisolló) keres menedéket. A Voland kissé abszurd történet egy idősebb, magára maradt asszonyról, aki még egy el-elkóborló cica (Voland) hűségének is ki van szolgáltatva. Ezért szerez egy kiscicát, aki őt „mindörökre szeretni fogja. Úgy tekinthetnék ő és Voland, mintha a gyerekük lenne. Szépen felnevelnék.” (203. o.)
Három novellának is témája a tárgyilagosan leírt nemi erőszak: Az erőszak nyelve, Virágok, Itáliai utazás. Az utóbbi novella arra is példa, hogy gyakran a negatív érzelmek (keserűség, harag, fájdalom) leírását az elbeszélő önvizsgálata vagy a történtek értelmezése helyettesíti. Egy kritikus találó kifejezésével: „az elbeszélés újra és újra átbillen az elmélkedő önreflexióba”. Egy külföldi konferencia végén lazító sétára induló nőnek „sikerül” magát olyan helyzetbe lavíroznia, hogy ketten megerőszakolják. Miután hazaért:
„Nem tudja még, hogy megerőszakolták, nem haragot érez, csak szégyent. Évek kellenek ahhoz, hogy megértse. Az erőszak az akarat tagadása, a másik létezésének tagadása, lei én vagyok, és én ezt nem akarom. Jogom van nem akarni."
Itt olvasható a kötet egyik legkeserűbb mondata: „Ez a tartály, ez vagyok én.” (133–134. o.)
A különböző sorsok hasonlósága erősíti az érzést, hogy végig egyetlen központi szereplőről van szó. Ezt alátámasztják az ismétlődő motívumok is: a beteg anya nyakából kiálló cső gyerekkori élményére egy másik novella elbeszélője is emlékezik; a gyereket az első novellában szinte megbénító harag visszaköszön a kötetzáró írásban is. A Szép halálban említett öngyilkossági kísérlet motívuma jelen van mint lehetőség az Anyu (93. o.) és a A mérgezett nő című novellában („meghalási projekt, orvosi diagnózissal”, 235. o.), sőt a kötet zárásában is.
Stílus és tartalom szempontjából is különálló a kötet Sennyei Ilma eltűnt című novellája. A gimnáziumi tanárnő – a könyv egyetlen névvel ellátott szereplője – hazug társadalmi környezetben, megrendült hittel nem tud tovább tanítani; ezt levélben üzeni meg diákjainak, de az iskolavezetés szerint az „nem nekik való”. A tanári kar reakciói: félrenézések, kibúvók, önbecsapások sorozata. Irónia, kimért és precíz mondatok, kínosan ismétlődő fordulatok jellemzik ezt az írást.

## Kritikai fogadtatása
A könyv kritikai fogadtatása vegyes volt. Az ismertetések kiemelik a novellák erősen önéletrajzi jellegét, amit az író is megerősített a vele készített interjúkban. Szinte minden kritika hangsúlyozza a témaválasztás bátorságát és felveti az írások műfajának kérdését. (Néhány darab „nehezen kapcsolható a novella műfajához”… „gyanúval kell kezelni” a címben megjelölt novellák műfaji megjelölést…). Elismerően írnak a novellák nyelvi megformáltságáról, de szóvá teszik, hogy néhány novella elmarad a kötet általános színvonalától. 
- Károlyi Csaba (Élet és Irodalom): „Profi novellista és egyben bátor önfeltáró A mérgezett nő című kivételes gyűjtemény szerzője…[A könyvben] Nem könnyű életekkel szembesülünk. Terhelt család, sérülékeny gyerekkor, deviancia, a szorongó ember testképei, félelmek az erőszaktól és nimfománia – egyszerre, „korbácsoló fények”, „Istentől elhagyott nő”, aki attól szenved, hogy rossz anya, de attól is, hogy az ő anyja is „rossz” volt. Félelem attól, hogy öröklődik a rossz, félelem a szextől, vágy a jóságra, vágy a boldogságra. Testmániák, vásárlási mániák, szeretetmániák, macskamániák, halálmániák. Szenvedélyek, melyek segítenek élni, és melyek ugyanakkor (!) az élet ellen dolgoznak.”[2]

- Artzt Tímea (Kortárs) a kötet írásait három csoportba sorolja: 
  - Az önéletrajziság hatását keltő novellák, „amelyekben mintha egyetlen személyiség fejlődését követnénk nyomon… A kötet legkomplexebb nemi identitástörténete is ebbe a csoportba sorolható, a Mell-blog.”
  - A pszichológiailag igen megterhelő jelenségekkel foglalkozó írások, pl. az Emlékpogácsa vagy az Alagút.
  - A harmadik csoport novellái „egy-egy érdekes sors- vagy életesemény lehetőségét gondolják végig (Sennyei Ilma eltűnt), illetve szürreálisba csúszó szexuális fantáziákat (Az erőszak nyelve, Itáliai utazás) visznek színre.”

„Babarczy könyve az értékrend, az ízlés és az életszemlélet jegyében nagyon eltérő befogadói tapasztalatokhoz juttat. Miközben a Nagymama, a Nyaralás vagy A levél hősével együttérzünk, másokról túl keveset tudunk meg ahhoz, hogy szimpátiával legyünk irántuk (Itáliai utazás, Virágok).”
- Bódi Katalin (Jelenkor): „A mérgezett nő huszonkét darabja műfajilag és nyelvileg is rendkívül heterogén, néha fájóan különböző színvonalú szövegek váltakozásával. Egységét mindenekelőtt a kiszolgáltatottság helyzetei, a családi és a társadalmi viszonyrendszerek kontrollálhatatlansága, a tabukra való rámutatás kísérletei adják. Kétségtelen, hogy a női létezés alaphelyzete markánsan jelenik meg a szövegekben… A műfaji sokféleség azonban sokszor eldöntetlenség, ami számos szöveg hátrányára válik: a bölcselkedés, az aforizmatikusság zavaróan hat egy-egy történet elbeszélésének folyamatában, illetve egy-egy súlyos téma felületes feldolgozása is hiányérzetet kelt az olvasóban.”[4]

- Melhardt Gergő (litera.hu) elsősorban a nyelv, a formai megoldások felől közelít a könyvhöz: „Babarczy novelláinak nyelvét a tömörség, sűrítettség jellemzi. Gazdag képiség helyett rövid, leíró mondatok szolgálnak az érzéki benyomások, gondolati reflexiók kifejezésére. Prózanyelvének – a mondathosszúság ügyes váltakoztatásától nem függetlenül – a ritmusérzéke is figyelemreméltó, a rövid (tíz-tizenöt oldalas) elbeszélések belső tagolását sok esetben ez a szabálytalan nyelvi ütemezés képes biztosítani. … A mérgezett nő kötet novellái olyan nyelvi erővel rendelkeznek és a történetmondásnak olyan kifinomult, progresszív és új módjait keresik és használják, amely Babarczyt ezen első kötetével a mai magyar novellisztika legjobbjai közé emeli.”[5]